# Shopping wang Louie
Shopping wang Louie (쇼핑왕 루이?, Syoping-wang Ru-iLR, lett. Il re dello shopping, Louie; titolo internazionale Shopaholic Louie, conosciuta anche come Shopping King Louie) è una serie televisiva sudcoreana trasmessa su MBC dal 21 settembre al 10 novembre 2016.

## Trama
Louie è il ricco erede di un chaebol che spende il proprio denaro per comprare qualsiasi cosa dotata di un sottile fascino che attragga la sua anima. Un giorno perde la memoria e incontra Bok-shil, una ragazza pura ed energica che viene dalla campagna, la quale rimane sbalordita dalle sue abitudini di scialacquatore. Cercando di insegnargli a soddisfare solo le necessità di base e a concedersi qualche sfizio economico, Bok-shil impara che il concetto di "stretto necessario" varia da persona a persona in base al contesto e ai propri valori; intanto, i due si innamorano l'uno dell'altra.

## Personaggi

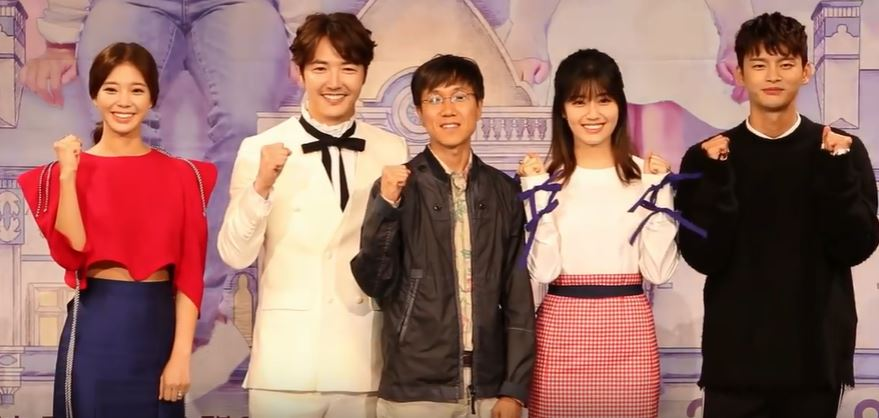
Il cast principale con il regista Lee Sang-yeob.

- Louie/Kang Ji-sung, interpretato da Seo In-guk
- Go Bok-shil, interpretata da Nam Ji-hyun
- Cha Joong-won, interpretato da Yoon Sang-hyun
- Baek Ma-ri, interpretata da Im Se-mi
- Choi Il-soon, interpretata da Kim Young-ok
- Heo Jung-ran, interpretata da Kim Sun-young
- Kim Ho-joon, interpretato da Um Hyo-sup
- Go Bok-nam, interpretato da Ryoo Ui-hyun
- Nam Joon-hyuk, interpretato da Kang Ji-sub
- Cha Soo-il, interpretato da Nam Myung-ryul
- Shin Young-ae, interpretata da Kim Bo-yeon
- Baek Sun-goo, interpretato da Kim Kyu-chul
- Hong Jae-sook, interpretata da Yoon Yoo-sun
- Lee Kyung-kook, interpretato da Kim Byung-chul
- Kwon Mi-young, interpretata da Cha Chung-hwa
- Byun Do-jin, interpretato da Lee Jae-kyoon
- Jo In-sung, interpretato da Oh Dae-hwan
- Hwang Geum-ja, interpretata da Hwang Young-hee

## Ascolti
| Episodio | Data di trasmissione | Dati TNMS           | Dati TNMS                  | Dati AGB            | Dati AGB                   |
| Episodio | Data di trasmissione | A livello nazionale | Area metropolitana di Seul | A livello nazionale | Area metropolitana di Seul |
| -------- | -------------------- | ------------------- | -------------------------- | ------------------- | -------------------------- |
| 1        | 21 settembre 2016    | 5,4%                | 7,0%                       | 5,6%                | 6,5%                       |
| 2        | 22 settembre 2016    | 6,3%                | 5,9%                       | 6,2%                | 7,0%                       |
| 3        | 28 settembre 2016    | 7,4%                | 7,7%                       | 7,0%                | 7,3%                       |
| 4        | 29 settembre 2016    | 8,5%                | 8,5%                       | 7,8%                | 8,4%                       |
| 5        | 6 ottobre 2016       | 8,2%                | 8,1%                       | 8,4%                | 9,1%                       |
| 6        | 12 ottobre 2016      | 9,9%                | 11,4%                      | 8,8%                | 9,3%                       |
| 7        | 13 ottobre 2016      | 10,1%               | 10,8%                      | 10,0%               | 10,4%                      |
| 8        | 19 ottobre 2016      | 10,4%               | 11,4%                      | 9,7%                | 10,0%                      |
| 9        | 20 ottobre 2016      | 11,5%               | 13,1%                      | 10,7%               | 11,3%                      |
| 10       | 26 ottobre 2016      | 10,9%               | 11,9%                      | 10,2%               | 10,4%                      |
| 11       | 27 ottobre 2016      | 11,1%               | 11,2%                      | 10,5%               | 10,9%                      |
| 12       | 2 novembre 2016      | 11,4%               | 11,4%                      | 11,0%               | 11,4%                      |
| 13       | 3 novembre 2016      | 11,4%               | 12,8%                      | 10,0%               | 10,6%                      |
| 14       | 9 novembre 2016      | 8,8%                | 9,4%                       | 10,4%               | 11,1%                      |
| 15       | 10 novembre 2016     | 10,9%               | 11,7%                      | 9,7%                | 10,3%                      |
| 16       | 10 novembre 2016     | 9,2%                | 9,3%                       | 8,9%                | 9,7%                       |
| Media    | Media                | 9,4%                | 10,1%                      | 9,0%                | 9,6%                       |

## Colonna sonora
1. Navigation – Kim So-hee
2. The Way – Umji (GFriend)
3. The Time – Juniel
4. Hello – SunBee
5. Love Is – Joo Yoon-ha
6. Falling Slowly (스르르) – Gyepy
7. The Tiger Moth (부나비) – Monsta X
8. The Tiger Moth (Acoustic Version) – Kihyun (Monsta X)
9. Fine – Jang Jae-in e Jo Hyung-woo

## Riconoscimenti
| Anno | Premio             | Categoria                                    | Ricevente                | Risultato       |
| ---- | ------------------ | -------------------------------------------- | ------------------------ | --------------- |
| 2016 | Asia Artist Awards | Best Entertainer Award, Actress              | Nam Ji-hyun              | Vincitore/trice |
| 2016 | MBC Drama Awards   | Drama of the Year                            | Shopping wang Louie      | Candidato/a     |
| 2016 | MBC Drama Awards   | Grand Prize (Daesang)                        | Seo In-guk               | Candidato/a     |
| 2016 | MBC Drama Awards   | Excellence Award, Actor in a Miniseries      | Seo In-guk               | Vincitore/trice |
| 2016 | MBC Drama Awards   | Excellence Award, Actor in a Miniseries      | Yoon Sang-hyun           | Candidato/a     |
| 2016 | MBC Drama Awards   | Excellence Award, Actress in a Miniseries    | Nam Ji-hyun              | Candidato/a     |
| 2016 | MBC Drama Awards   | Best New Actress                             | Nam Ji-hyun              | Vincitore/trice |
| 2016 | MBC Drama Awards   | Golden Acting Award, Actor in a Miniseries   | Kim Kyu-chul             | Candidato/a     |
| 2016 | MBC Drama Awards   | Golden Acting Award, Actor in a Miniseries   | Um Hyo-sup               | Candidato/a     |
| 2016 | MBC Drama Awards   | Golden Acting Award, Actress in a Miniseries | Im Se-mi                 | Vincitore/trice |
| 2016 | MBC Drama Awards   | Golden Acting Award, Actress in a Miniseries | Kim Sun-young            | Candidato/a     |
| 2016 | MBC Drama Awards   | Best Couple Award                            | Seo In-guk e Nam Ji-hyun | Candidato/a     |